# 低温電子顕微鏡法

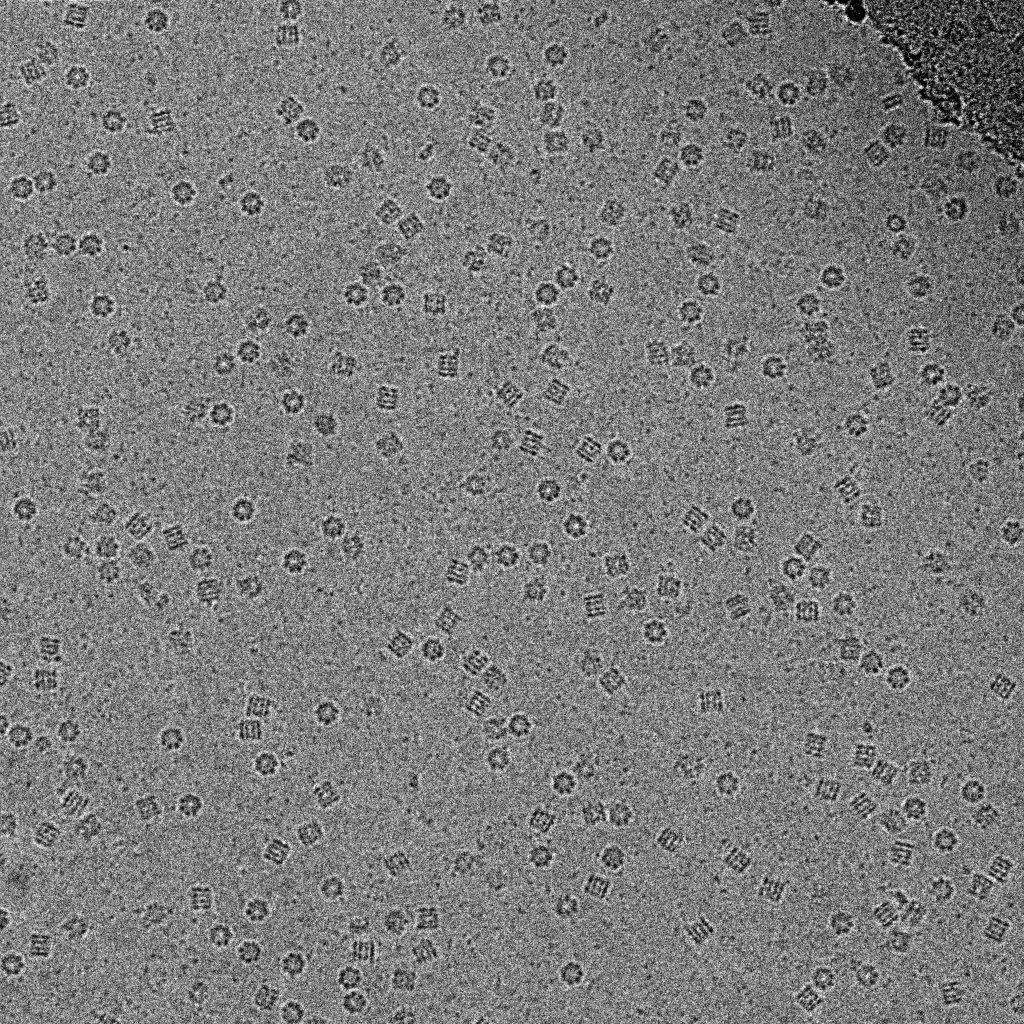
アモルファス氷中に浮かんだ GroELタンパク質を映した低温電子顕微鏡法の画像。倍率×50000

低温電子顕微鏡法（ていおんでんしけんびきょうほう、Cryo-electron microscopy、cryo-EM、クライオ電子顕微鏡法）は透過型電子顕微鏡法の一種で、試料を低温（多くの場合液体窒素の温度）において解析する手法である。構造生物学や細胞生物学の分野において用いられる。
生物学におけるクライオ電子顕微鏡法では、試料を染色せず、凍結することで「固定」して試料を観察する。このため、通常の染色や化学固定をして試料を作製する電子顕微鏡法と比べると、より生体内に近い試料の構造を観察出来ると考えられる。
電子顕微鏡のデータ収集や解析の方法により大きく、(1)単粒子解析法 (single particle analysis)、 (2) トモグラフィー、(3) 二次元結晶、(4) 三次元微小結晶 (micro electron diffraction) に分けることが出来る。特に(1)単粒子解析法は結晶化の困難なタンパク質についても近原子分解能での解析が可能となっており、ウイルス、リボソーム、ミトコンドリア、イオンチャネル、酵素複合体、膜タンパク質などの構造が得られている。また、テスト試料については2 Å以上の解像度を持つ解析も行われている。

## 開発背景
通常の電子顕微鏡での観察では、電子線による損傷と、高真空状態が生物試料に与える影響は大きかった。分子やウイルス粒子の構造の観察のためには、ネガティブ染色法などで、多少の改善が行われた。しかし、それでも通常の生物標本を電子顕微鏡にかける際の脱水（水が残っていると真空引き時に水が抜ける為、他の溶液に置き換える作業）による構造崩壊は無視できないものだった。
水を凍らせるアイデア自体は、昔からあったが水が氷になる時の結晶化で試料が破壊されることが問題であった。そのため結晶構造にならないアモルファス氷の状態にする技術が求められた。
1980年代初頭に、固体物理学を研究しているいくつかのグループが、高圧凍結または瞬間凍結などの異なる手段によって、アモルファス氷を生成しようと試みた。欧州分子生物学研究所のジャック・ドゥボシェが率いるグループは、1984年の論文で、アモルファス化した水の層に包埋されたアデノウイルスの画像を掲載した。 この論文が、一般に低温電子顕微鏡法の起源であると考えられており、世界中の多くの研究所で日常的に使用できるよう発展していった。
透過型電子顕微鏡で通常使われる電子エネルギー（80-300kV）は、分子内の共有結合を破壊するには十分なエネルギーである。この問題を対処する為、露光時の電子線量が少なくとも検知できる感度の高いセンサーと、低露光に起因するノイズの多い画像を何枚も画像処理して鮮明な画像にするソフトウェアの開発が必要であった。2012年、直接電子検出器と、それらによって取得された画像を効率よく処理する計算アルゴリズムが導入され、これらの問題は大幅に改善した。

## 応用
この技術は、単粒子解析法、クライオ電子線トモグラフィー、MicroED、時間分解型低温電子顕微鏡法などに応用されている。
また、この技術は通常の電子顕微鏡では撮影が困難な硫黄等の揮発・変化しやすい成分を含んだ試料などにも使用できる。

## 受賞
2017年、「溶液中で生体分子を高分解能構造測定するための低温電子顕微鏡法の開発」が認められ、ジャック・ドゥボシェ、ヨアヒム・フランク、リチャード・ヘンダーソンの三名がノーベル化学賞を受賞した。